# Јумански народи
Јумански народи или јуманско-кочимски народи су породица северноамеричких староседелачких народа. Насељавали су долину реке Колорадо у америчким државама Аризони и Калифорнији и суседном Мексику и полуострво Доња Калифорнија у Мексику.

## Народи
Према Креберу јумански језици се могу класификовати у 4 групе: Делтску, Речну, Аризонску (Горску) и Калифорнијску. Његова класификација јуманских језика одговара подели јуманских народа на 4 културолошке групе. Средином 20. века након детаљнијих анализа јуманских језика дошло је до ревизије Креберове класификације.
Јуманско-кочимски народи се према језицима које говоре могу груписати на следећи начин:
- I) Кочимски народи:
  - Кочими*
- II) Јумански народи:
  - A) Киливски народи:
    - Килива*

  - B) Језгро јуманских народа:
    - Делтско-калифорнијски јумански народи:
      - Кумијај (Дијегењо)
        - Ипај
        - Камија
        - Типај

      - Кокопа
      - Халиквамај (Кикима)
      - Каван

    - Речни јумански народи:
      - Квечан (Јума)
      - Мохаве
      - Марикопа
      - Халчидом
      - Кавелчадом

    - Пајски народи:
      - Горски јумански народи (Северни Пајски народи)
        - Јавапај
        - Валапај
        - Хавасупај

      - Пајпај (Аквајала)*

Остали јумански народи:
- Алаквиса
  - Лајмон*